# Prove per una tragedia siciliana
Prove per una tragedia siciliana es un documental italiano de 2009 dirigido por Roman Paska y escrito y producido por John Turturro. Fue realizado en Sicilia, Italia, y trata sobre las tradiciones de la región. Fue estrenado en el Festival Internacional de Cine de Venecia de 2009.

## Argumento
John Turturro viaja a Sicilia para explorar sus tradiciones, la historia de la emigración siciliana a Estados Unidos, y sus propios orígenes (sus abuelos maternos provenían de Palermo y Aragona). En su viaje es guiado por uno de los pocos titiriteros que aún existen, Mimmo Cuticchio, quien le muestra a Turturro el distintivo estilo siciliano de manejo de marionetas. En su trayecto también habla con habitantes locales acerca de las tradiciones del día de los muertos y Navidad.

## Producción
En un principio, el proyecto fue ofrecido a John Turturro quien por falta de tiempo no podía dirigirlo él mismo. Turturro sugirió al director y además marionetista Roman Paska, debido a sus conocimientos sobre las tradiciones de marionetas sicilianas y quien conocía a Mimmo Cuticchio desde hacía años.
La producción comenzó enseguida a continuación de que Turturro terminara de filmar la segunda parte de Transformers en Jordania. Paska recorrió toda la isla de Sicilia en busca de locaciones, pero debido a las dificultades para trasladarse, la filmación se llevó a cabo en la parte oeste de la isla.

## Recibimiento
The Hollywood Reporter describió el documental como "simple y sin pretensiones" y con "potencial internacional". Por otro lado Variety comentó que "el documental y Turturro están mucho más interesados en las tradiciones de las marionetas locales que en investigar y analizar". La reseña de We Are Movie Geeks fue positiva, describiendo al documental como un "colorido e informativo diario de viaje" y elogió el retrato de las raíces familiares de Turturro.